# Longpont-sur-Orge
Longpont-sur-Orge är en kommun i departementet Essonne i regionen Île-de-France i norra Frankrike. Kommunen ligger i kantonen Montlhéry som tillhör arrondissementet Palaiseau. År 2022 hade Longpont-sur-Orge 6 456 invånare.

## Befolkningsutveckling
Antalet invånare i kommunen Longpont-sur-Orge
| Referens: INSEE |